# Laona (hrabstwo Forest)
Laona – jednostka osadnicza w Stanach Zjednoczonych, w stanie Wisconsin, w hrabstwie Forest.